# Andrzej Januszajtis

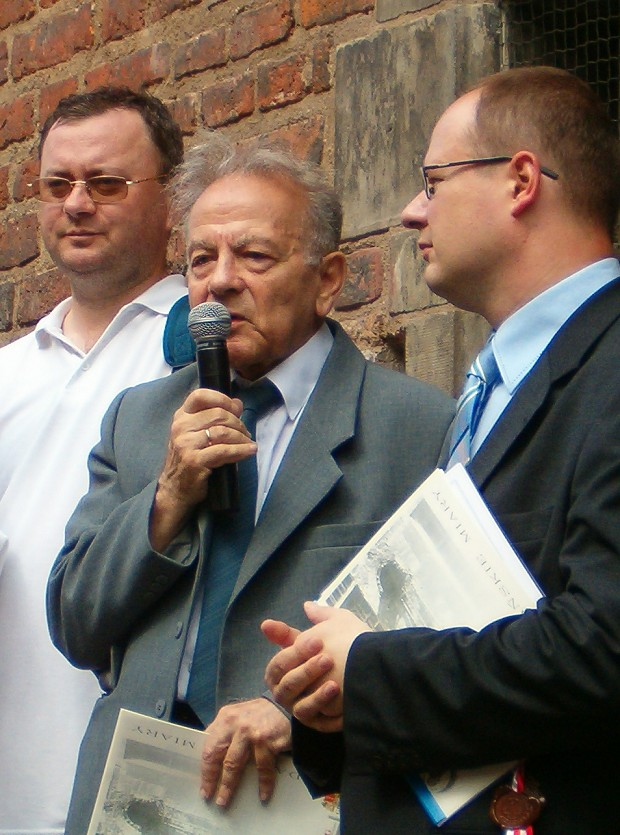
Andrzej Januszajtis

Andrzej Januszajtis (* 18. August 1928 in Lida, Zweite Polnische Republik (heute Belarus)) ist ein  polnischer Physiker und Lokalhistoriker in Danzig. Er war Direktor des Physikalischen Institutes der Technischen Hochschule und Dekan der Fakultät für Technische Physik und Mathematik.

## Leben
Der Vater Wiesław Januszajtis war Major der Polnischen Legion, die Mutter hieß Anna. Die Familie zog bald  nach Lublin, wo der junge Andrzej das Abitur machte.
Seit 1948 studierte er in Danzig an der Mechanischen Fakultät der Technischen Hochschule. Seit 1953 absolvierte er auch ein Studium an der Staatlichen Musikhochschule im Fach Klavier (bis 1958).
1954 wurde Januszajtis zum Assistenten am Lehrstuhl für Physik ernannt, 1968 wurde er nach der Promotion Dozent. Sein Spezialgebiet war die Festkörperphysik. Später wurde er Dekan der Fakultät für Technische Physik und Mathematik sowie Direktor des Physikalischen Instituts der Technischen Hochschule.
1989 wechselte Januszajtis in die Politik. Nach einer erfolglosen Kandidatur für den Sejm wurde er 1990 auf der Liste der Bürgerplattform von Solidarność in den Stadtrat gewählt und war dessen Vorsitzender bis 1994.
Andrzej Januszajtis war ein großer Kenner der Danziger Geschichte und deren Sehenswürdigkeiten. Er verfasste zahlreiche Schriften zu diesen Themen.
Er förderte die Wiederherstellung von Danziger Kulturdenkmälern, u. a. der Astronomischen Uhr sowie der  Erneuerung der Sonnenuhr an der Danziger Marienkirche und des Carillon-Glockenspiels an der Katharinenkirche. Ihm gelang es, einige Objekte aus Deutschland zurück nach Danzig zu bekommen.

## Ehrungen
- 24. Januar 2002 Ehrenbürger von Danzig
- 1997 Bundesverdienstkreuz 1. Klasse
- 2014 Orden Polonia Restituta, Offizierskreuz
- 2017 Kreuz „Pro Mari Nostro“ der Liga Morska i Rzeczna
- 2018 Gloria-Artis-Medaille für kulturelle Verdienste

## Schriften (Auswahl)
Andrzej Januszajtis veröffentlichte einige physikalische Schriften, sowie unzählige Publikationen, Aufsätze, Artikel und Radiobeiträge zur Danziger Geschichte und deren Sehenswürdigkeiten. Einige wurden auch in deutscher Sprache veröffentlicht.
Deutsch
- Danzig und der Deutsche Orden, in Adalbertusforum, 3/1, 1996, S. 5–6
- Wissenschaftliche Traditionen in Danzig als Brücke in die Zukunft, in: Gilbert H. Gornig (Hrsg.): Deutsch-polnische Begegnung zu Wissenschaft und Forschung. Societas Physicae Experimentalis (= Schriftenreihe der Danziger Naturforschenden Gesellschaft, Band 1), 1997, S. 36–43.
- Alexander von Humboldt in Danzig, in Schriftenreihe 4, 2000, S. 127–132.
- Die Pommerellischen Herzöge und ihre Siedlungspolitik im unteren Weichselraum, in Adalbertusforum, 8, 1/2, 2001, S. 7—-8
- Entwicklung der wissenschaftlichen Einrichtungen in Danzig nach 1945, in Schriftenreihe 5, 2001, S. 152–158.
- Aus der Geschichte der Selbstverwaltung Danzigs, in Schriftenreihe 6, 2004, S. 144–167 PDF
- Ostseeraum – Gemeinsamkeit der Kultur? Grundlagen deutsch-polnischer Verständigung, in Schriftenreihe 8, 2005, S. 106–113
- Der Wiederaufbau Danzigs zwischen Geschichte und Gegenwart unter Berücksichtigung der Entwicklung der Backsteinkultur, in: Schriftenreihe 9, 2007, S. 77–88
- Die Marienkirche zu Danzig und ihre Schätze, in Schriftenreihe 9, 2007, S. 121–126
- Die Gralaths auf der Danziger Höhe, in Schriftenreihe 10, 2009, S. 132–142. PDF
- Danzig als Weltkulturerbe, in Schriftenreihe 11, 2012, S. 48–60
- Aus der Geschichte der Energiewirtschaft in Danzig, in Schriftenreihe 12, 2014, S. 15–29
- Wiederaufbau- und Erhaltungsprobleme einer Astronomischen Uhr, in Mittelalterliche astronomische Großuhren, 2014, S. 341–352
- Die Astronomische Uhr in der Marienkirche zu Danzig, in Schriftenreihe der Danziger Naturforschenden Gesellschaft, 13, 2018, S. 41–54